# جون جابروس
جون جابروس (بالإنجليزية: Jon Gabrus)‏ مواليد 31 يناير 1982 في لونغ آيلند، نيويورك، الولايات المتحدة، هو ممثل وكوميدي أمريكي بدأ مسيرته الفنية سنة 2005.

## الأعمال
- بحيرة كبيرة
- النهايات السعيدة
- مدمني العمل
- أصغر سنا
- بونز
- الساعات الصغيرة

## روابط خارجية
- جون جابروس على موقع IMDb (الإنجليزية)
- جون جابروس على موقع ميوزك برينز (الإنجليزية)
- جون جابروس على موقع قاعدة بيانات الفيلم (الإنجليزية)